# Skót labdarúgó-bajnokság (másodosztály)
A Scottish Championship  a skót labdarúgásban a másodosztály szerepét tölti be, 2013 óta a 4 legfelsőbb osztályt egyesítő Scottish Professional Football League része, azelőtt többek között Scottish First Division néven működött.
A bajnokságban 10 csapat vesz részt. Mindenki mindenki ellen négyszer lép pályára, kétszer otthon és kétszer idegenben.
A bajnok feljut az első osztályba, a Scottish Premiershipbe, míg az utolsó kiesik a harmadosztályba; a 9. helyen végző együttes rájátszásban vesz részt a harmadosztály második, harmadik és negyedik helyezettje ellen – közülük egy kezdi a következő szezont a másodosztályban. A harmadosztály győztese automatikusan feljut.

## Csapatok a 2013–14-es szezonban
- Alloa Athletic
- Cowdenbeath
- Dumbarton
- Dundee
- Falkirk
- Greenock Morton
- Hamilton Academical
- Livingston
- Queen of the South
- Raith Rovers

## Korábbi győztesek

### 19. század
| Szezon    | Győztes         | Második               |
| --------- | --------------- | --------------------- |
| 1893–94   | Hibernian       | Cowlairs              |
| 1894–95   | Hibernian       | Motherwell            |
| 1895–96   | Abercorn        | Leith Athletic        |
| 1896–97   | Partick Thistle | Leith Athletic        |
| 1897–98   | Kilmarnock      | Port Glasgow Athletic |
| 1898–99   | Kilmarnock      | Leith Athletic        |
| 1899–1900 | Partick Thistle | Greenock Morton       |

### 20. század
| Szezon    | Győztes                                                | Második                                                |
| --------- | ------------------------------------------------------ | ------------------------------------------------------ |
| 1900–01   | St Bernard's                                           | Airdrieonians                                          |
| 1901–02   | Port Glasgow Athletic                                  | Partick Thistle                                        |
| 1902–03   | Airdrieonians                                          | Motherwell                                             |
| 1903–04   | Hamilton Academical                                    | Clyde                                                  |
| 1904–05   | Clyde                                                  | Falkirk                                                |
| 1905–06   | Leith Athletic                                         | Clyde                                                  |
| 1906–07   | St Bernard's                                           | Vale of Leven                                          |
| 1907–08   | Raith Rovers                                           | Dumbarton                                              |
| 1908–09   | Abercorn                                               | Raith Rovers                                           |
| 1909–10   | Leith Athletic                                         | Raith Rovers                                           |
| 1910–11   | Dumbarton                                              | Ayr United                                             |
| 1911–12   | Ayr United                                             | Abercorn                                               |
| 1912–13   | Ayr United                                             | Dunfermline Athletic                                   |
| 1913–14   | Cowdenbeath                                            | Albion Rovers                                          |
| 1914–15   | Cowdenbeath                                            | Leith Athletic                                         |
| 1915–1921 | Az első világháború miatt nem rendeztek bajnokságot.   | Az első világháború miatt nem rendeztek bajnokságot.   |
| 1921–22   | Alloa Athletic                                         | Cowdenbeath                                            |
| 1922–23   | Queen's Park                                           | Clydebank                                              |
| 1923–24   | St. Johnstone                                          | Cowdenbeath                                            |
| 1924–25   | Dundee United                                          | Clydebank                                              |
| 1925–26   | Dunfermline Athletic                                   | Clyde                                                  |
| 1926–27   | Bo'ness                                                | Raith Rovers                                           |
| 1927–28   | Ayr United                                             | Third Lanark                                           |
| 1928–29   | Dundee United                                          | Greenock Morton                                        |
| 1929–30   | Leith Athletic                                         | East Fife                                              |
| 1930–31   | Third Lanark                                           | Dundee United                                          |
| 1931–32   | East Stirlingshire                                     | St. Johnstone                                          |
| 1932–33   | Hibernian                                              | Queen of the South                                     |
| 1933–34   | Albion Rovers                                          | Dunfermline Athletic                                   |
| 1934–35   | Third Lanark                                           | Arbroath                                               |
| 1935–36   | Falkirk                                                | St. Mirren                                             |
| 1936–37   | Ayr United                                             | Greenock Morton                                        |
| 1937–38   | Raith Rovers                                           | Albion Rovers                                          |
| 1938–39   | Cowdenbeath                                            | Alloa Athletic                                         |
| 1939–1946 | A második világháború miatt nem rendeztek bajnokságot. | A második világháború miatt nem rendeztek bajnokságot. |
| 1946–47   | Dundee                                                 | Airdrieonians                                          |
| 1947–48   | East Fife                                              | Albion Rovers                                          |
| 1948–49   | Raith Rovers                                           | Stirling Albion                                        |
| 1949–50   | Greenock Morton                                        | Airdrieonians                                          |
| 1950–51   | Queen of the South                                     | Stirling Albion                                        |
| 1951–52   | Clyde                                                  | Falkirk                                                |
| 1952–53   | Stirling Albion                                        | Hamilton Academical                                    |
| 1953–54   | Motherwell                                             | Kilmarnock                                             |
| 1954–55   | Airdrieonians                                          | Dunfermline Athletic                                   |
| 1955–56   | Queen's Park                                           | Ayr United                                             |
| 1956–57   | Clyde                                                  | Third Lanark                                           |
| 1957–58   | Stirling Albion                                        | Dunfermline Athletic                                   |
| 1958–59   | Ayr United                                             | Arbroath                                               |
| 1959–60   | St. Johnstone                                          | Dundee United                                          |
| 1960–61   | Stirling Albion                                        | Falkirk                                                |
| 1961–62   | Clyde                                                  | Queen of the South                                     |
| 1962–63   | St. Johnstone                                          | East Stirlingshire                                     |
| 1963–64   | Greenock Morton                                        | Clyde                                                  |
| 1964–65   | Stirling Albion                                        | Hamilton Academical                                    |
| 1965–66   | Ayr United                                             | Airdrieonians                                          |
| 1966–67   | Greenock Morton                                        | Raith Rovers                                           |
| 1967–68   | St. Mirren                                             | Arbroath                                               |
| 1968–69   | Motherwell                                             | Ayr United                                             |
| 1969–70   | Falkirk                                                | Cowdenbeath                                            |
| 1970–71   | Partick Thistle                                        | East Fife                                              |
| 1971–72   | Dumbarton                                              | Arbroath                                               |
| 1972–73   | Clyde                                                  | Dunfermline Athletic                                   |
| 1973–74   | Airdrieonians                                          | Kilmarnock                                             |
| 1974–75   | Falkirk                                                | Queen of the South                                     |
| 1975–76   | Partick Thistle                                        | Kilmarnock                                             |
| 1976–77   | St. Mirren                                             | Clydebank                                              |
| 1977–78   | Greenock Morton                                        | Hearts                                                 |
| 1978–79   | Dundee                                                 | Kilmarnock                                             |
| 1979–80   | Hearts                                                 | Airdrieonians                                          |
| 1980–81   | Hibernian                                              | Dundee                                                 |
| 1981–82   | Motherwell                                             | Kilmarnock                                             |
| 1982–83   | St. Johnstone                                          | Hearts                                                 |
| 1983–84   | Greenock Morton                                        | Dumbarton                                              |
| 1984–85   | Motherwell                                             | Clydebank                                              |
| 1985–86   | Hamilton Academical                                    | Falkirk                                                |
| 1986–87   | Greenock Morton                                        | Dunfermline Athletic                                   |
| 1987–88   | Hamilton Academical                                    | Livingston                                             |
| 1988–89   | Dunfermline Athletic                                   | Falkirk                                                |
| 1989–90   | St. Johnstone                                          | Airdrieonians                                          |
| 1990–91   | Falkirk                                                | Airdrieonians                                          |
| 1991–92   | Dundee                                                 | Partick                                                |
| 1992–93   | Raith Rovers                                           | Kilmarnock                                             |
| 1993–94   | Falkirk                                                | Dunfermline Athletic                                   |
| 1994–95   | Raith Rovers                                           | Dunfermline Athletic                                   |
| 1995–96   | Dunfermline Athletic                                   | Dundee United                                          |
| 1996–97   | St. Johnstone                                          | Airdrieonians                                          |
| 1997–98   | Dundee                                                 | Falkirk                                                |
| 1998–99   | Hibernian                                              | Falkirk                                                |
| 1999–2000 | St. Mirren                                             | Dunfermline Athletic                                   |

### 21. század
| Szezon  | Győztes              | Második         |
| ------- | -------------------- | --------------- |
| 2000–01 | Livingston           | Ayr United      |
| 2001–02 | Partick Thistle      | Airdrieonians   |
| 2002–03 | Falkirk              | Clyde           |
| 2003–04 | Inverness CT         | Clyde           |
| 2004–05 | Falkirk              | St. Mirren      |
| 2005–06 | St. Mirren           | St. Johnstone   |
| 2006–07 | Gretna               | St. Johnstone   |
| 2007–08 | Hamilton Academical  | Dundee          |
| 2008–09 | St. Johnstone        | Partick Thistle |
| 2009–10 | Inverness CT         | Dundee          |
| 2010–11 | Dunfermline Athletic | Raith Rovers    |
| 2011–12 | Ross County          | Dundee          |
| 2012–13 | Partick Thistle      | Greenock Morton |